# Цешау, Генрих Антон фон
Генрих Антон фон Цешау (нем. Heinrich Anton von Zeschau; 4 февраля 1789, Эссен близ Зорау (сегодня Ясень, Любушское воеводство, Польша) — 17 марта 1870, Дрезден) — саксонский политический и государственный деятель. Министр финансов королевства Саксонии (1831—1848), министр иностранных дел королевства Саксонии (с 1835), дипломат.

## Биография
Родился в Нижней Лужице.
Сын саксонско-польского надворного советника. С 1805 года изучал право в Лейпцигском университете, в 1806 году перешёл в Виттенбергский университет. После завершения учёба, работал судьёй в судебных органах Виттенберга.
Во время наполеоновских войн проявил себя успешным управленцем, и в 1812 году был назначен русским правительством генерал-губернатором Виттенбергского округа.
В 1829 году был назначен посланником при союзном сейме. С 1831 по 1848 год занимал пост министра финансов Саксонского королевства. При нём произошла необходимая реорганизация саксонской финансовой системы и усовершенствование денежной системы. В 1833 году подписал в Берлине договор о присоединении Саксонии к германскому таможенному союзу. В 1835 году временно управлял министерством иностранных дел.
Ещё за несколько дет до революции 1848 года стоял за уступки либеральной партии, но об этом не было известно в широких кругах, и он считался даже душою реакционного министерства Кённеритца. Падение последнего в марте 1848 года вызвало отставку Цешау. С 1851 по 1869 год служил министром королевского двора.